# Hydrobiosella
Hydrobiosella is een geslacht van schietmotten van de familie Philopotamidae.

## Soorten
- H. amblyopia A Neboiss, 1982
- H. anasina A Neboiss, 1977
- H. anatolica A Neboiss, 2002
- H. aorere IM Henderson, 1983
- H. arcuata DE Kimmins, 1953
- H. armata S Jacquemart, 1965
- H. bispina DE Kimmins, 1953
- H. brevis M Espeland & KA Johanson, 2007
- H. cerula A Neboiss, 1977
- H. cognata DE Kimmins, 1953
- H. corinna A Neboiss, 1977
- H. disrupta A Neboiss, 2002
- H. dzumacensis M Espeland & KA Johanson, 2007
- H. letti K Korboot, 1964
- H. longispina M Espeland & KA Johanson, 2007
- H. michaelseni (Ulmer, 1908)
- H. mixta (DR Cowley, 1976)
- H. mouensis M Espeland & KA Johanson, 2007
- H. neocaledoniae M Espeland & KA Johanson, 2007
- H. orba A Neboiss, 1977
- H. otaria A Neboiss, 2002
- H. propinqua A Neboiss, 2002
- H. sagitta A Neboiss, 1977
- H. scalaris A Neboiss, 2002
- H. stenocerca RJ Tillyard, 1924
- H. tahunensis A Neboiss, 2002
- H. tasmanica Mosely, 1953
- H. tonela (Mosely, 1953)
- H. uncinata DE Kimmins, 1953
- H. waddama Mosely, 1953